# St. Stephan (Oberhaching)

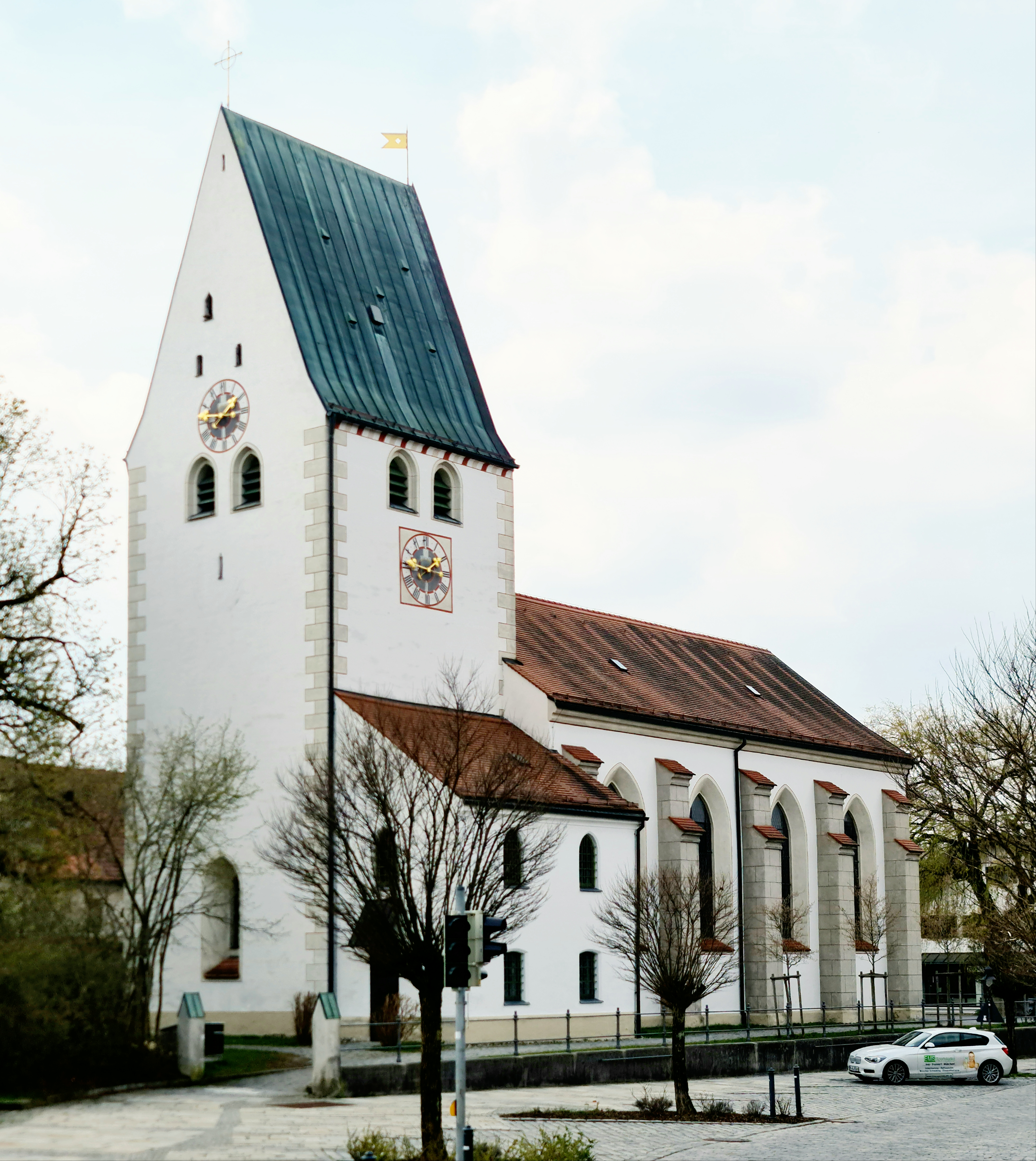
St. Stephan in Oberhaching

Innenansicht

Die römisch-katholische Pfarrkirche St. Stephan steht in  Oberhaching, einer Gemeinde im oberbayerischen Landkreis München. Sie ist in der Liste der Baudenkmäler in Oberhaching als Baudenkmal unter der Nr. D-1-84-134-5 eingetragen. Die Kirche gehört zum Dekanat München-Südost im Erzbistum München und Freising.

## Beschreibung
St. Stephan in Oberhaching wurde im 13. Jahrhundert als romanische Chorturmkirche errichtet. 1725/26 erfolgte der vergrößerte Neubau des barocken, mit Strebepfeilern gestützten Langhauses nach Plänen von Georg Persch. Die Außenmauern des Kirchenschiffs wurden 1843 bis auf eine Höhe von 1,75 Metern abgetragen und 1846–49 nach Plänen von Gottfried Fischer neugotisch wiedererrichtet; dabei erfolgte die Verlängerung des Langhauses um ein Joch. Im Westen befindet sich ein zum Portal führender Vorbau. Die Sakristei steht an der Nordwand des Turms. In ihrem Obergeschoss ist ein Oratorium eingerichtet. Im Obergeschoss des mit einem Satteldach bedeckten Turms sind die Turmuhr und der Glockenstuhl untergebracht.
Der Innenraum des Langhauses ist mit einem Stichkappengewölbe überspannt. Die Orgel auf der Empore wurde von Dieter Schingnitz 1990 gebaut.

## Orgel

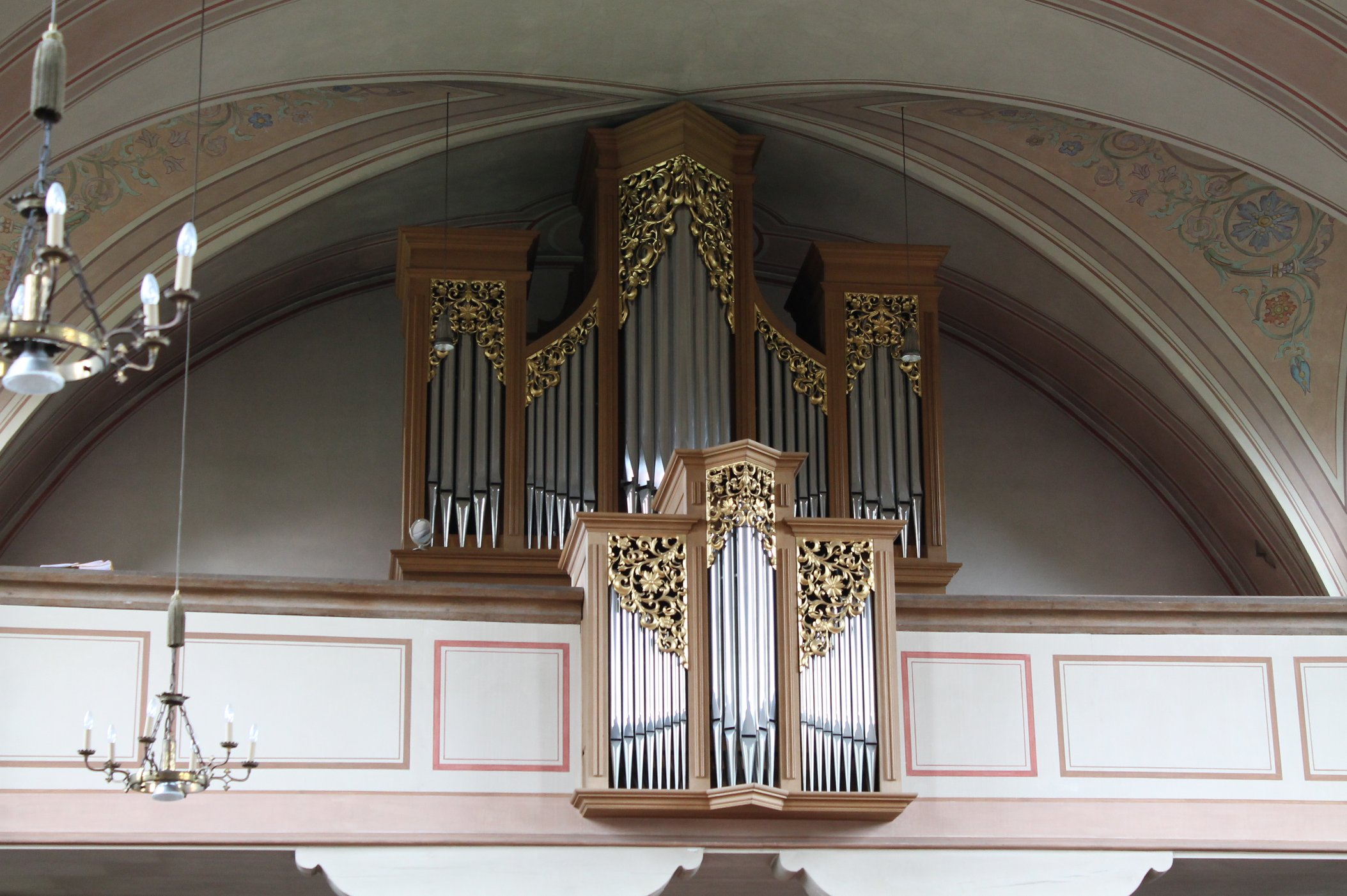
Die Schingnitz-Orgel

Die Orgel mit 25 Registern auf zwei Manualen und Pedal wurde 1990 von Dieter Schingnitz neu gebaut. Die Disposition lautet:
| I Rückpositiv |              |
| Gedackt       | 8′           |
| Prinzipal     | 4′           |
| Spitzflöte    | 4′           |
| Gemshorn      | 2′           |
| Sesquialter   | 2 ⁄3′+1 3⁄5′ |
| Quinte        | 1 ⁄3′        |
| Scharff III   | 1′           |
| Krummhorn     | 8′           |
| Tremulant     |              |

| II Hauptwerk   |       |
| Bourdon        | 16′   |
| Prinzipal      | 8′    |
| Rohrflöte      | 8′    |
| Viola da gamba | 8′    |
| Oktave         | 4′    |
| Flöte          | 4′    |
| Nasat          | 2 ⁄3′ |
| Superoktave    | 2′    |
| Mixtur I IV    | 2′    |
| Mixtur II III  | 1 ⁄3′ |
| Trompete       | 8′    |
| Tremulant      |       |

| Pedal     |       |
| Subbaß    | 16′   |
| Oktave    | 8′    |
| Prinzipal | 4′    |
| Mixtur IV | 2 ⁄3′ |
| Posaune   | 16′   |
| Trompete  | 8′    |

- Koppeln: Normalkoppeln|
- Bemerkungen: Schleifladen, mechanische Spiel- und Registertraktur, Kuckuck und Nachtigall, Stimmung nach Kirnberger III

## Glocken
Das Geläut der Kirche besteht seit 1997 aus fünf Bronzeglocken, die nebeneinander in einem Holzglockenstuhl hängen. Die fünf Glocken wurden von vier verschiedenen Gießern hergestellt.
| Name      | Ton  | Gewicht | Durchmesser | Jahr | Glockengießer              |
| --------- | ---- | ------- | ----------- | ---- | -------------------------- |
| Stephanus | cis‘ | 1543 kg | 1390 mm     | 1954 | Karl Czudnochowsky, Erding |
| Maria     | e‘   | 956 kg  | 1180 mm     | 1954 | Karl Czudnochowsky, Erding |
| Johannes  | gis‘ | 438 kg  | 935 mm      | 1887 | Joseph Strasser, München   |
| Frieden   | h‘   | 300 kg  | 805 mm      | 1985 | Bachert, Kochendorf        |
| Leonhard  | cis‘ | 285 kg  | 760 mm      | 1997 | Perner, Passau             |